# Попис становништва Босне и Херцеговине 1895.
Попис становништва Босне и Херцеговине 1885. године је био трећи попис становништва у Босни и Херцеговини којег су извршили Аустроугари. Према попису 1895. године у БиХ је било:
- 1.568.092 становника
- 828.190 становника мушког пола
- 739.902 становника женског пола
- 26,1 становника/km²
- 257.493 домаћинстава

## Попис
| \| Заступљеност по вјерском опредјељењу‍ \| Заступљеност по вјерском опредјељењу‍ \| Заступљеност по вјерском опредјељењу‍ \| Заступљеност по вјерском опредјељењу‍ \| Заступљеност по вјерском опредјељењу‍ \| \| ------------------------------------ \| ------------------------------------ \| ------------------------------------ \| ------------------------------------ \| ------------------------------------ \| \| \| \| \| \| \| \| грко-православци \| грко-православци \| \| 673.246 \| 42,94% \| \| мухамеданци \| мухамеданци \| \| 548.632 \| 34,99% \| \| римокатолици \| римокатолици \| \| 334.142 \| 21,31% \| \| јевреји \| јевреји \| \| 8.213 \| 0,52% \| \| остали \| остали \| \| 3.859 \| 0,24% \| |                  |  |         |        |
| Заступљеност по вјерском опредјељењу‍ |                  |  |         |        |
| |                  |  |         |        |
| грко-православци | грко-православци |  | 673.246 | 42,94% |
| мухамеданци | мухамеданци      |  | 548.632 | 34,99% |
| римокатолици | римокатолици     |  | 334.142 | 21,31% |
| јевреји | јевреји          |  | 8.213   | 0,52%  |
| остали | остали           |  | 3.859   | 0,24%  |

| \| Национални састав становништва БиХ из 1895. године, према католичкој енциклопедији[2]‍ \| Национални састав становништва БиХ из 1895. године, према католичкој енциклопедији[2]‍ \| Национални састав становништва БиХ из 1895. године, према католичкој енциклопедији[2]‍ \| Национални састав становништва БиХ из 1895. године, према католичкој енциклопедији[2]‍ \| Национални састав становништва БиХ из 1895. године, према католичкој енциклопедији[2]‍ \| \| ------------------------------------------------------------------------------------- \| ------------------------------------------------------------------------------------- \| ------------------------------------------------------------------------------------- \| ------------------------------------------------------------------------------------- \| ------------------------------------------------------------------------------------- \| \| \| \| \| \| \| \| Срби \| Срби \| \| 1.536.730 \| 98% \| \| остали \| остали \| \| 31.362 \| 2% \| |        |  |           |     |
| Национални састав становништва БиХ из 1895. године, према католичкој енциклопедији‍ |        |  |           |     |
| |        |  |           |     |
| Срби | Срби   |  | 1.536.730 | 98% |
| остали | остали |  | 31.362    | 2%  |